# 吳大有
吳大有（1462年—？），字元亨，應天府上元縣匠籍，直隸崑山縣人，明朝政治人物。

## 生平
弘治五年（1492年）壬子科應天府鄉試第三名舉人。弘治九年（1496年）中式丙辰科會試第三十五名，二甲第三十四名進士。授鄧州知州，擢刑部员外郎、郎中，出为東昌府知府，改任两浙鹽運使。正德十一年九月升任江西布政司左参政。

## 家族
曾祖吳彥彬；祖父吳文玉；父吳璘，母蔣氏（封安人）。慈侍下。